# Provincia de Marga Marga
La Provincia de Marga Marga es una de las provincias de la Región de Valparaíso, Chile, la cual fue creada en 2009 e instaurada oficialmente el 11 de marzo de 2010, tomando de base a las comunas de Quilpué y Villa Alemana,  que pertenecían a la Provincia de Valparaíso, y las de Limache y Olmué, que pertenecían a la Provincia de Quillota. Su capital es la comuna de Quilpué y es la segunda provincia más poblada de la región detrás de la Provincia de Valparaíso con la cual forma el área metropolitana de Valparaíso.

## Toponimia
Marga-Marga, dicen algunos, es de origen kichwa, y significaría "fácil de transportar", o "liviano"; pero otros dicen que proviene del mapudungun malghen, "mujer", y se referiría a las mujeres que se usaban en el estero del mismo nombre, en los lavaderos de oro, desde tiempos prehispanos.

## Antecedentes
La Provincia de Marga-Marga está conformada por las comunas de Quilpué, Villa Alemana, Limache y Olmué, con una superficie total de 1179,4 km² y una población de 330 814 habitantes (preliminar censo 2012). Los límites comunales no fueron alterados.
La nueva Provincia de Marga-Marga comenzó a regir el 11 de marzo de 2010.
La Capital de la provincia está ubicada en Quilpué, lugar donde funciona la delegación presidencial provincial, considerándose una distribución equitativa de la Direcciones Provinciales de los diversos servicios públicos, acorde a los lugares de mayor requerimientos de los mismos.

## Economía
En 2018, la cantidad de empresas registradas en la provincia de Marga Marga fue de 7.092. El Índice de Complejidad Económica (ECI) en el mismo año fue de 1,02, mientras que las actividades económicas con mayor índice de Ventaja Comparativa Revelada (RCA) fueron Reparación de Armas (218,73), Hogares Privados Individuales con Servicio Doméstico (164,05) y Fabricación de Brochas, Escobas y Cepillos (130,04).

## Historia
Un aspecto de gran relevancia en el génesis de esta nueva provincia es que nace de una inquietud ciudadana, donde las organizaciones comunitarias, alcaldes y concejales plantean la necesidad de dar origen a una nueva estructura administrativa que permita descentralizar las decisiones y promover el desarrollo equitativo de las 4 comunas.
Un paso fundamental fue el que dieron los Concejos Municipales de Quilpué, Villa Alemana, Limache y Olmué, que en junio del año 2005 acuerdan realizar una Alianza de Asociatividad, iniciativa impulsada por el alcalde de Quilpué, Mauricio Viñambres, con el objeto de enfrentar y resolver problemas que son comunes a las 4 ciudades, así nace la Asociación de Municipios de Marga-Marga, entidad que resulta clave para los primeros pasos de la naciente Provincia.
En mayo del 2006 fueron los alcaldes de las 4 comunas (Mauricio Viñambres, Quilpué; Raúl Bustamante, Villa Alemana; Luis Minardi, Limache, y Tomás Aranda, Olmué) quienes sostuvieron una reunión con la Subsecretaria de Desarrollo Regional, Claudia Serrano. En esa ocasión la Subsecretaria de Estado confirmó la intención del gobierno de crear la Provincia. El 18 de abril de 2007, el proyecto que crea la Provincia de Marga-Marga fue ingresado a la Cámara de Diputados para su tramitación.
En medio del aplauso unánime de los asistentes, el 8 de agosto de 2007, la Cámara de Diputados aprobó el Proyecto por 74 votos a favor, 16 abstenciones y sin votos en contra, siendo enviado al Senado una semana después.
Un proceso más largo debió esperar el proyecto en la Cámara Alta, donde fue tramitado por más de un año y medio, determinándose una modificación en cuanto a la entrada en vigencia de Ley.
Entre tanto (en octubre del 2008) se realizan las elecciones municipales, con la reelección de los alcaldes de Quilpué, Mauricio Viñambres, y de Olmué, Tomás Aranda; en tanto que en Villa Alemana asume José Sabat y en Limache, Luis Minardi.
Tras su revisión por las Comisiones correspondientes, el 3 de junio de 2009, la Sala del Senado aprobó la creación de la Provincia de Marga-Marga por 28 votos a favor y tan solo 1 en contra.
Dada la modificación realizada, el proyecto debió ser reenviado a la Cámara Baja para su Tercer Trámite Constitucional, ingresando con Suma Urgencia.
El día 30 de junio, la Sala de la Cámara de Diputados aprobó la iniciativa, por 100 votos a favor, 2 en contra y 1 abstención.
El día 25 de agosto, finalmente es promulgada en el Diario Oficial la Ley N.º 20.368, que crea la Provincia de Marga Marga.
Para la historia anterior véase la historia de las comunas de 
Quilpué,
Villa Alemana,
Limache
y
Olmué.

## Deportes

### Básquetbol
La provincia es representada por el Club Deportivo Colegio Los Leones de Quilpué quién es un club deportivo profesional de baloncesto de Chile, que juega en la Liga Nacional, la más alta categoría del baloncesto chileno. 
El club fue creado en 2009, haciendo su ingreso a la liga en el año 2011, para participar en la Liga Nacional, en la temporada 2011-12. Cuenta con una corona del Libcentro y Copa Chile el año 2016. Además, el conjunto se coronó campeón de la Liga Nacional de Básquetbol en 2024. El club además ha participado en 2 ediciones de la Liga de las Américas (2012 y 2014) siendo el club chileno con más participaciones en este certamen continental.

### Fútbol
Actualmente el único club representante de la provincia en el fútbol nacional es Deportes Limache, quién disputa la Primera División de Chile. Es el único club de la provincia que ha ostentado un torneo de tercera división, el año 2013, en el cual fue campeón de la tercera división B.
Durante unos años, Provincial Marga Marga fue parte de la tercera división, el elenco auriverde se transformó desde sus inicios el 2012 como representante de la provincia en el fútbol, sin embargo el poco apoyo de la comunidad y especialmente de empresas llevó al club a desaparecer a los pocos años, luego de quedar al borde del ascenso al profesionalismo el año 2015.

## Comunas
- Quilpué
- Limache
- Olmué
- Villa Alemana

## Autoridades
Las autoridades son nombradas directamente por el Presidente de la República y se mantienen en su cargo mientras cuenten con su confianza.

### Gobernador provincial (2010-2021)

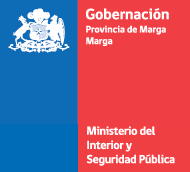
Logotipo de la Gobernación de la Provincia de Marga Marga hasta 2021.

Los siguientes fueron los gobernadores provinciales de Marga Marga.
| Gobernador(a)              | Partido | Partido | Inicio                  | Final                   | Presidente(a) | Presidente(a)     |
| -------------------------- | ------- | ------- | ----------------------- | ----------------------- | ------------- | ----------------- |
| Arturo Longton Guerrero    |         | RN      | 17 de marzo de 2010     | 16 de noviembre de 2012 |               | Sebastián Piñera  |
| César Molina Gálvez        |         | RN      | 30 de noviembre de 2012 | 11 de marzo de 2014     |               | Sebastián Piñera  |
| Gianni Rivera Foo          |         | PDC     | 11 de marzo de 2014     | 22 de febrero de 2016   |               | Michelle Bachelet |
| Christian Arturo Cárdenas  |         | PDC     | 31 de marzo de 2016     | 11 de marzo de 2018     |               | Michelle Bachelet |
| María Carolina Corti Badía |         | RN      | 11 de marzo de 2018     | 14 de julio de 2021     |               | Sebastián Piñera  |

### Delegado presidencial provincial (Desde 2021)

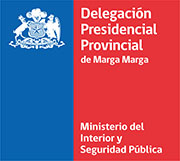
Logotipo de la Delegación Presidencial Provincial de Marga Marga desde 2021.

Nuevo cargo que reemplaza la figura de Gobernador provincial.
| Delegado(a)                | Partido | Partido | Inicio              | Final               | Presidente(a) | Presidente(a)    |
| -------------------------- | ------- | ------- | ------------------- | ------------------- | ------------- | ---------------- |
| María Carolina Corti Badía |         | RN      | 14 de julio de 2021 | 11 de marzo de 2022 |               | Sebastián Piñera |
| Fidel Cueto Rosales        |         | CS      | 11 de marzo de 2022 | En el cargo         |               | Gabriel Boric    |
| Fidel Cueto Rosales        | FA      |         | 11 de marzo de 2022 | En el cargo         |               | Gabriel Boric    |